# A Child's Adventure
 (janvier 2017).
Si vous disposez d'ouvrages ou d'articles de référence ou si vous connaissez des sites web de qualité traitant du thème abordé ici, merci de compléter l'article en donnant les références utiles à sa vérifiabilité et en les liant à la section « Notes et références ».
Albums de Marianne Faithfull
Dangerous Acquaintances
(1981) Strange Weather
(1987)
A Child's Adventure est un album studio de la chanteuse de rock anglaise Marianne Faithfull, sorti en 1983.

## Liste des titres
| A1.   | Times Square          | Barry Reynolds                     | 4:22 |
| A2.   | The Blue Millionnaire | Faithfull, Wally Badarou, Reynolds | 5:35 |
| A3.   | Falling From Grace    | Faithfull, Ben Brierley (en)       | 3:56 |
| A4.   | Morning Come          | Faithfull, Badarou                 | 5:16 |
| B1.   | Ashes In My Hand      | Faithfull, Reynolds                | 4:51 |
| B2.   | Running For Our Lives | Faithfull, Badarou, Reynolds       | 4:48 |
| B3.   | Ireland               | Faithfull, Reynolds                | 4:37 |
| B4.   | She's Got A Problem   | Brierley, Caroline Blackwood (en)  | 3:55 |
| 37:20 |                       |                                    |      |

## Composition du groupe
- Marianne Faithfull : chant
- Barry Reynolds : chant, guitare
- Ben Brierley : chant, guitare acoustique
- Wally Badarou : chant, claviers
- Mikey Chung (en) : guitare
- Fernando Saunders (en) : guitare basse
- Terry Stannard (en) : batterie
- Raphael Dejesus : percussions

### Équipe technique
- Harvey Goldberg : ingénieur
- Carl Beatty, Don Wershba : ingénierie additionnelle
- Tony Wilgun : illustrations